# Epilohmannia praetritia
Epilohmannia praetritia är en kvalsterart som beskrevs av Berlese 1916. Epilohmannia praetritia ingår i släktet Epilohmannia och familjen Epilohmanniidae. Inga underarter finns listade i Catalogue of Life.